# Lengshui (köpinghuvudort i Kina, Zhejiang Sheng, lat 28,90, long 120,35)
Lengshui (kinesiska: 冷水, 冷水镇) är en köpinghuvudort i Kina. Den ligger i provinsen Zhejiang, i den östra delen av landet, omkring 150 kilometer söder om provinshuvudstaden Hangzhou. Antalet invånare är 7 308. Befolkningen består av 3 685 kvinnor och 3 623 män. Barn under 15 år utgör 18,0 %, vuxna 15-64 år 67 %, och äldre över 65 år 14,0 %.
Runt Lengshui är det ganska tätbefolkat, med 222 invånare per kvadratkilometer. Närmaste större samhälle är Huzhen, 13,7 km sydväst om Lengshui. I omgivningarna runt Lengshui växer i huvudsak blandskog.
Genomsnittlig årsnederbörd är 2 368 millimeter. Den regnigaste månaden är juni, med i genomsnitt 417 mm nederbörd, och den torraste är januari, med 69 mm nederbörd.